# Алваро Куњал
Алваро Бареирињас Куњал (порт. Álvaro Barreirinhas Cunhal; 10. новембар 1913 — 13. јун 2005) био је португалски комунистички вођа. Био је један од главних противника португалске конзервативне владе тзв. Нове државе и секретар КП Португалије од 1961. до 1992. године. Био је један од највећих присталица СССР-а од свих западњачких комунистичких вођа.

## Биографија
Рођен је 1913. године у Коимбри, као син Авелина и Мерседес. Отац му је као адвокат радио у многим местима, на крају дошавши и у Лисабон. Алваро је такође студирао право, а као младић био је и у совјетској Русији.
Централном комитету КП Португалије прикључио се 1936. у 22. години. Наредне године први пут је био ухапшен и бачен у затвор. У затвору није губио време, него је написао дипломски рад на тему побачаја и добио диплому из права. Међу члановима комисије за одбрану рада био је и будући премијер Марсело Кајетано. Од 1941. до 1949. деловао је илегално и постао је де факто вођа партије.
Пре робијања 1949. године, накратко је предавао на разним установама. Један од његових ученика био је и Марио Соарес, социјалистички вођа, будући председник Португалије и Куњалов велики политички противник.
Од 1949. до 1960. био је у затвору, одакле је побегао. Наредне, 1961. године, постао је трећи главни секретар КПП будући да је његов претходник умро у логору за политичке затворенике на Зеленортским острвима. Подупро је инвазију Варшавског пакта на Чехословачку 1968. године.

Од 1961. до 1974, када је избила каранфилска револуција, Куњал је живео у прогонству у Москви. Након повратка у земљу, био је министар у неколико привремених постреволуционарних влада. Постојале су и оптужбе да КПП преко војске жели доћи на власт. Због његовог ривалства са Соаресом, после револуције није створена уједињена левица. Подржао је државни удар августа 1991. у Совјетском Савезу. На функцију секретара КПП дао је оставку 1992. године. Упркос томе, и даље је задржао углед у ортодоксном крилу партије.
Признао је да је као Мануел Тијаго написао неколико романа.
Умро је у 92. години, а на његовој сахрани учествовало је 500.000 људи.